# Ichijō Norisuke
Ichijō Norisuke (一条 教輔) (né le 8 juin 1633, mort le 8 février 1707), fils du régent Ichijō Akiyoshi, est un noble de cour japonais (kugyō) de la période Edo (1603–1868). Sa femme est une fille d'Ikeda Mitsumasa, le fondateur du domaine d'Okayama et la fille adoptée du shogun Tokugawa Iemitsu, avec laquelle il a un fils Kaneteru. Contrairement à son père et à son fils Kanateru, il n'occupe aucune fonction de régent mais sert comme udaijin.

## Source de la traduction
- (en) Cet article est partiellement ou en totalité issu de l’article de Wikipédia en anglais intitulé « Ichijō Norisuke » (voir la liste des auteurs).